# Kuglegårdsvej
Kuglegårdsvej er en vej på Arsenaløen på Holmen i København, der udspringer fra Trangravsvej, opkaldt efter Kuglegården, der tidligere fungerede som flådens arsenal og opbevaringssted for ammunition, herunder kanonkugler.

## Historie
Kuglegården blev opført i 1742 efter tegninger af arkitekten Philip de Lange (1700-1766). Kongen gav ordre til, at der ikke måtte spares på byggeriet, da det danske forsvar efter krigene mod bl.a. Sverige skulle demonstrere sin styrke.
I 1770 blev anlægget udvidet med to sidefløje, hvilket skabte en næsten lukket gård til opbevaring af kanonkugler. Ud mod havnen blev der opført store porte, så ammunitionen let kunne transporteres direkte til skibene. Disse porte blev senere fjernet, men er rekonstrueret i forbindelse med bygningens istandsættelse.
Portalen til Kuglegården kaldes Kongeporten, skabt af hoffets stenhugger Jacob Fortling. Over porten er anbragt rigsvåbenet og en buste af Christian VI.

## Nutidig anvendelse
I dag huser Kuglegården forskellige private virksomheder og er ikke længere i brug af Søværnet.
I gården findes en historisk vinstok fra Madeira, som danske flådeskibe bragte med hjem fra øen i Atlanterhavet. Da Madeiras egne vinstokke blev ramt af vinlus, blev de danske planter fra Holmen brugt til at rekonstruere bestanden.
Som et historisk minde er der ophængt et anker i Kuglegården, som blev tabt af et skib under Slaget i Køge Bugt i 1677.